# Zagórzany (Groble)
Zagórzany – przysiółek wsi Groble, położony w Polsce, w województwie podkarpackim, w powiecie niżańskim, w gminie Jeżowe. 
Przysiółek wchodzi w skład sołectwa Sibigi.
W latach 1975–1998 przysiółek administracyjnie należał do województwa tarnobrzeskiego.